# 駅百選
駅百選（えきひゃくせん）は、その地域の特色ある駅を100駅リストアップしたもの。
日本の国土交通省の各地方運輸局の管内ごとに設定されている。
- 東北の駅百選（東北運輸局管内）
- 関東の駅百選（関東運輸局管内）
- 中部の駅百選（中部運輸局管内）
- 近畿の駅百選（近畿運輸局管内）